# グレコ・ミラージュ
グレコ・ミラージュは、神田商会が日本国内においてグレコブランドで販売するエレクトリック・ギターの名称である。

## 歴史
ミラージュは1978年に、グレコのオリジナルモデルであるMシリーズとしてデビューした。
神田商会は1960年代中期より、日本国内市場向けに「グレコ」ブランドでアメリカ製のエレクトリック・ギターやヘフナー・500-1エレクトリックベースなどのコピー商品を販売してきた。1970年代になると、それらのコピーモデルと平行して、GOなどのオリジナルモデルの製造開発をスタートさせた。その過程で神田商会・星野楽器・富士弦楽器製造間で行われた会議で、オリジナルギターの商品開発が行われた。このギターは富士弦楽器製造が、日本国内では神田商会が「グレコ」ブランドで「ミラージュ」のモデル名、日本国外では星野楽器の「アイバニーズ」ブランドから「アイスマン」のモデル名で販売されることになった。
この時期のグレコ・ミラージュとアイバニーズ・アイスマンは基本的に同じモデルである。1978年から1982年頃まで製造されていたが、セットネックタイプやボルトオンタイプなどの様々なモデルと価格が設定された。アイスマンシリーズの中にはアメリカのロックバンド・キッスのボーカリストポール・スタンレーのシグネチャーモデルが含まれており、世界的な人気を博した。グレコ・ミラージュも日本国内で人気モデルとなった。初期には、キッスのメンバーであるエース・フレーリー使用のレスポール（3個のオープンハムバッカーピックアップ搭載）を意識したレスポールコピーのグレコカタログモデルも存在した。
その後も各スペックが変更されて1990年代も生産販売されたが、2008年にミラージュ30周年記念モデルとして限定30本の販売が行われた。このモデルはキッスのヒット曲「Black Diamond」と同じ「ブラック・ダイヤモンド」というネーミングを与えられているが、カタログや公式サイトには、キッスやポール・スタンレーの名前は表記されていない。

## 1978年発売当時のカタログモデル
- M1000 - オープンハムバッカーピックアップ2基、セットネックの最上級モデル。
- M900 - ハムバッカーピックアップ2基、セットネックのモデル。
- M800 - フレットポジションがドットとなり、オリジナルなピックアップ1基、セットネックのモデル。
- M700 - フレットポジションがドットで、ボディとネックのバインディングがないセットネック廉価モデル。
- M600 - フレットポジションがドットで、バインディングのあるデタッチャブルネックの最廉価モデル。

### スペック (M900)
1978年グレコカタログから引用
- BODY: Mahogany
- NECK: 3 piece Maple (Set Neck)
- FINGERBOARD: Rosewood
- PICKUPS: DiMarzio Super II
- CONTROLS: 2 Volume & 2 Tone, 3 way switch
- TUNERS: Greco MH-900C
- BRIDGE & TAILPIECE: Greco BR-GO & TP-GO
- HARDWARE: Chrome